# Koktel (TV emisija)
Koktel je hrvatska televizijska emisija koja je s emitiranjem krenula 3. listopada 2011. Voditeljica tog projekta je hrvatska novinarka i voditeljica Ivana Tomić.

## Koncept emisije
U emisiji "Koktel" voditeljica Ivana Tomić donosi gledateljima aktualnosti s domaće i strane scene, putopise iz cijelog svijeta, savjete o zdravlju, ljepoti i izlascima.

## Raspored emitiranja
Emisija je svoju premijeru doživjela 3. listopada 2011. na Doma TV-u u 20:15 sati. "Koktel" se emitira na dnevnoj bazi, od ponedjeljka do petka. Termin emitiranja promijenjen je u 20:00 sati od 6. veljače 2011.

## Vanjske poveznice
- Službena stranica[neaktivna poveznica]